# General Pulaski Skyway
Der General Pulaski Skyway ist eine Reihe von Gerberträger-Fachwerk-Brücken im nordöstlichen Teil des US-Bundesstaates New Jersey. Diese Hochstraße führt vier Fahrstreifen von U.S. Highway 1/9 auf einer Länge von fünfeinhalb Kilometern zwischen dem östlichen Ende von Newark und dem Tonnele Circle in Jersey City über Kearny hinweg. Seinen Namen skyway – in etwa Weg in den Wolken – hat dieser Abschnitt aufgrund seiner Lage hoch über dem umliegenden Terrain, was dazu diente, den Bau von Zugbrücken über sowohl Passaic als auch Hackensack River zu vermeiden, die jeweils in einer Höhe von 40 m überbrückt werden. Die Hochstraße überquert auch den New Jersey Turnpike, zahlreiche örtliche Straßen und mehrere Bahnstrecken. Namensgeber der Hochstraße ist der polnische General Kazimierz Pułaski, der im Amerikanischen Unabhängigkeitskrieg bei der Ausbildung und Kommandierung von Truppen der Continental Army assistierte.
Wegen seiner veralteten Auslegung ist aus Sicherheitsgründen für die Öffentlichkeit das Befahren des Pulaski Skyway mit großen Lastwagen verboten. Diese müssen eine Nebenstrecke verwenden, die als U.S. Highway 1/9 Truck eine Reihe von östlichen Straßen in Jersey City, Kearny und Newark umfasst. Auf diesen Straßen floss der Verkehr vor dem Bau der Hochstraße. Auch Fußgängern und Radfahrern ist die Nutzung nicht erlaubt, da die Straße eine Autobahn ist und keine Gehwege vorhanden sind.
Der Pulaski Skyway wurde 1932 eröffnet und war der letzte Abschnitt der Route 1 Extension, eines der ersten „superhighways“ in den Vereinigten Staaten, die Vorläufer des heutigen Interstate-Autobahnnetzes waren. Das Bauwerk wurde seitdem nur geringfügig verändert und als Teil der Route 1 Extension am 12. August 2005 in das National Register of Historic Places aufgenommen. Eine wesentliche Bedeutung hatte der Bau auch durch den Arbeitskonflikt zwischen organisierten Arbeitern und Jersey Citys Bürgermeister Frank Hague, der sich gegen die Gewerkschaften wandte.

## Beschreibung
Heute führen die sich überlappenden Fernstraßen US 1/9 über die Hochstraße, die zwar von Newark nach Jersey City ostwärts führt, doch jeweils als Nord- und Südrichtung ausgeschildert sind, weil sowohl U.S. Highway 1 als auch U.S. Highway 9 als Ganzes jeweils Nord-Süd-Verbindungen sind, US 1/9 führt in südwestlicher Richtung weiter zur Newark Airport Interchange, doch der Verkehr zur Downtown Newark zweigt üblicherweise an der Ausfahrt Raymond Boulevard ab. Das östliche Ende befindet sich am Tonnele Circle, wo US 1/9 die Erdoberfläche erreichen und dann der Tonnele Avenue in Richtung Lincoln Tunnel und George Washington Bridge folgen. Die vierstreifige überdeckelte Route 139 führt ostwärts über den Tonnele Circle und durch die New Jersey Palisades zum Holland Tunnel. Auf dem Skyway gilt ein Tempolimit von 45 mph (72 km/h). Es wird aber oft überschritten, da es keine geeignete Stelle für die Polizei gibt, Raser anzuhalten.
Zum Skyway gibt es vier Zufahrten, zwei an den Enden und zwei dazwischen. An den beiden mittleren Anschlussstellen ist die Zu- und Abfahrt nur in eine Richtung möglich; sie bestehen aus einer einzelnen Rampe in der Mitte der Strecke, die auf der linken Seite den Verkehr ein- oder ausfädelt, wodurch er den schnelleren Verkehr auf der Überholspur schneiden muss. Solche Konstruktionsweisen werden bei neuen Autobahnen und autobahnähnlichen Straßen aus Sicherheitsgründen vermieden. Die Anschlussstellen im Einzelnen sind:
| County | Lage        | Meile                                                                                              | Richtung(en) | Anmerkungen |
| ------ | ----------- | -------------------------------------------------------------------------------------------------- | --- | --- |
| Essex  | Newark      | 51,43                                                                                              | Südende des Pulaski Skyway; US 1/9 führen südwärts auf einer achtstreifigen Trasse weiter                                | Südende des Pulaski Skyway; US 1/9 führen südwärts auf einer achtstreifigen Trasse weiter                      |
| Essex  | Newark      | 51,43                                                                                              | Raymond Boulevard – Newark                                                                                               | südwärts Ausfahrt zum Raymond Boulevard; nordwärts Einfahrt von der Roanoke Avenue                             |
| Essex  | Newark      | 51,85                                                                                              | Brücke über den Passaic River                                                                                            | Brücke über den Passaic River                                                                                  |
| Hudson | Kearny      | 51,85                                                                                              | Brücke über den Passaic River                                                                                            | Brücke über den Passaic River                                                                                  |
| Hudson | Kearny      | 52,33                                                                                              | South Kearny | Ausfahrt nach Süden und Einfahrt nach Norden; die Rampe zwischen den Fahrbahnen führt von und zur Adams Street |
| Hudson | Kearny      | 53,04                                                                                              | Brücke über den Hackensack River                                                                                         | Brücke über den Hackensack River                                                                               |
| Hudson | Jersey City | 53,04                                                                                              | Brücke über den Hackensack River                                                                                         | Brücke über den Hackensack River                                                                               |
| Hudson | 54,00       | Broadway (US 1/9 Truck)                                                                            | nordwärts Ausfahrt und südwärts Einfahrt; die Rampe zwischen den Fahrbahn verbindet zur Halleck Avenue bzw. vom Broadway | |
| Hudson | 54,61       | · U.S. Route 1/9 Truck südwärts zur I-280 – Jersey City, Kearny                                    | südwärts Ausfahrt und nordwärts Einfahrt (Letztere über den Tonnele Circle)                                              | |
| Hudson | 54,61       | U.S. Route 1/9 nordwärts (Tonnele Avenue) – Meadowlands Sports Complex, Lincoln Tunnel             | Tonnele Circle; Einfahrt nach Norden auf der linken Seite                                                                | |
| Hudson | 54,61       | Nordende des Pulaski Skyway; NJ 139 führt ostwärts zum Holland Tunnel und nach Hoboken, New Jersey | | |

Der Skyway erscheint zwar nicht häufig in der populären Kultur, hat jedoch einige prominente Auftritte zu verzeichnen. In dem 1938 erstmals ausgestrahlten Hörspiel Der Krieg der Welten landete auf ihm eines der Raumschiffe der Marsmenschen. Alfred Hitchcocks Film Shadow of a Doubt (1943) und die Fernsehserien The Sopranos (1999–2007) begannen jeweils mit Aufnahmen der Brücke.

## Design und Konstruktion
Mit Ausnahme der Querungen der beiden Flüsse ist der Hauptteil der Hochstraße, die westlich des Raymond Boulevard beginnt, eine Gerberträgerbrücke, die von Betonpfeilern getragen wird. Bei beiden Flussübergängen handelt es sich um eine 1250 Fuß (377 m) lange Kombination aus zwei 350 Fuß (105 m) langen durchgehenden, parallelgürtigen Pratt-Trägern und einem K-förmigen, 550 m Fuß (166 m) langen parallelgürtigen durchgehenden Pratt-Träger dazwischen. An dem Jersey City zugewandten Ende befinden sich noch drei kurze Pratt-Träger-Spannen, welche die Straße über Eisenbahnstrecken führen. Die westlichste ist die Strecke, auf der die Schnellbahn der Port Authority Trans-Hudson und die Passaic and Harsimus Line von Conrail verkehren. Direkt anschließend stehen sind die beiden östlichsten Trägerspannen, dann verläuft die Hochstraße schon niedrig genug, um eine Bauweise mit einfachen vertikalen Stützen zu ermöglichen. Ein Paar benachbarter durchgehender Trägerbrücken überquert Conrails Northern Branch und eine nun leere Fläche daneben. Schließlich, nachdem der Highway über den Tonnele Circle hinweggeführt hat, senkt sich das Straßenniveau auf den Boden ab, und die Hochstraße geht in die Route 139 über.
Die Planungen für den Holland Tunnel, der ersten festen Verbindung zwischen New Jersey und New York City, begannen 1919; der Bau begann 1922, und Ende 1927 wurde der Tunnel eröffnet. Um eine durchgehende Landstraßenverbindung auf der Seite von New Jersey zu schaffen, so dass die Kraftfahrer sich nicht durch die engen Straßen von Jersey City und Newark zu schlängeln brauchten, verabschiedete die New Jersey Legislature 1922 ein Gesetz, mit dem die Erweiterung der Route 1 von ihrem damaligen Ende in Elizabeth durch Newark und Jersey City zum Portal des künftigen Tunnels genehmigt wurde. Der Chefingenieur für die Highways des Bundesstaates bestimmte seinen langjährigen Bekannten Fred Lavis, einen Bauingenieur, der vor allem beim Bau ausländischer Eisenbahnstrecken und des Panamakanals beteiligt war und vier Bücher über Trassierung und Planung von Bahnstrecken geschrieben hatte, mit dem Entwurf dieser Route 1 Extension.
Lavis griff bei seinem Entwurf auf Prinzipien zurück, die er sich beim Bau von Bahnstrecken über Jahre hinweg erarbeitet hatte, und berücksichtigte dabei die Notwendigkeit, nicht nur den Holland Tunnel anzubinden, sondern auch den geplanten Übergang der George Washington Bridge bei Fort Lee. Frank Hague, der Bürgermeister von Jersey City und Chef der von ihm kontrollierten Political Machine, hatte angewiesen, dass der Staat offene Einschnitte zu vermeiden hat, wie es bereits bei der Durchquerung von Bergen Hill durch die Eisenbahn üblich war, und dass ein Anschluss in Kearny zu bauen war, um ein Industriegebiet anzubinden. Der Bau der Straße, die größtenteils auf einem Damm verlief und Bergen Hill in einem Einschnitt durchquerte, der von einer örtlichen Straße überdeckelt wurde, begann Mitte 1925. Der größte Teil der Strecke in Jersey City und Newark – einschließlich der überdeckelten Route 139 und des Dammes im Osten Newarks – wurde Ende 1928 freigegeben, etwa ein Jahr nach der Eröffnung des Tunnels. Der Verkehr war immer noch gezwungen, Hackensack und Passaic River auf dem alten Lincoln Highway zu überqueren und dabei die beiden Zugbrücken zu nutzen, an denen der Verkehr häufig angehalten wurde, um Schiffen die Durchfahrt zu ermöglichen.

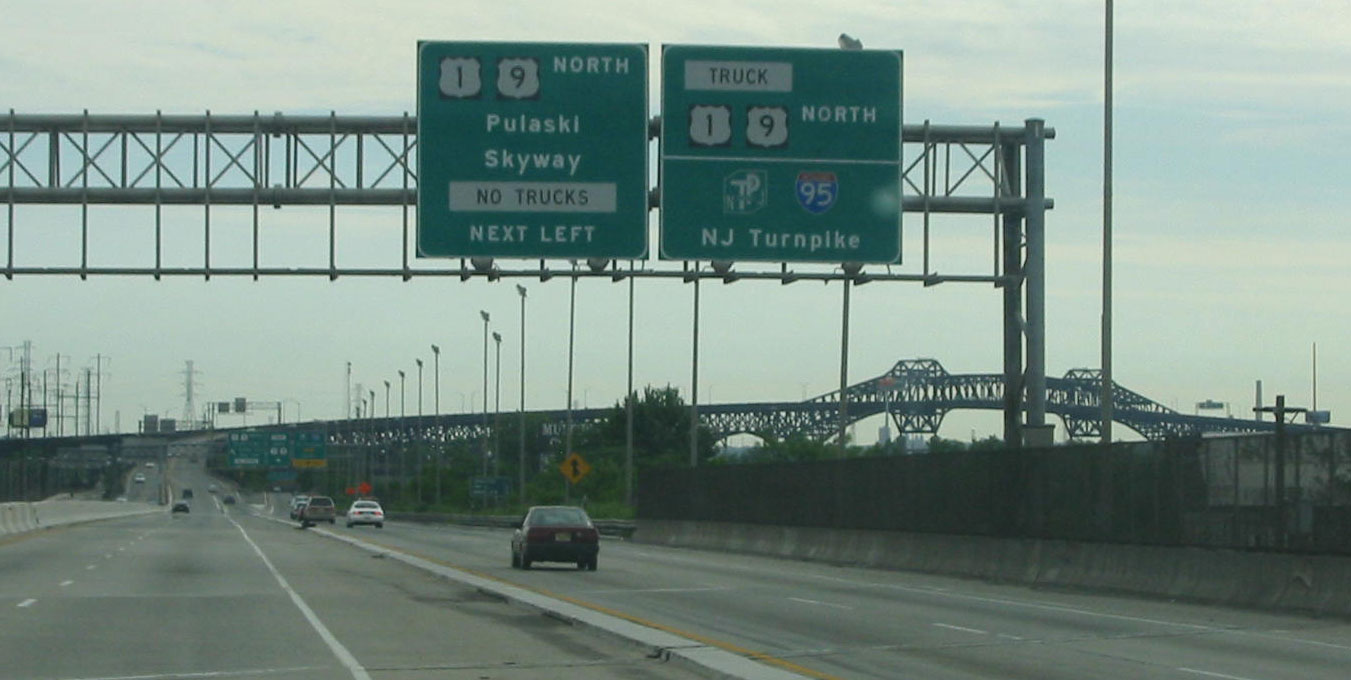
Die US 1/9 verläuft im Osten von Newark erhöht. Der Pulaski Skyway im Hintergrund erhebt sich noch höher, um die beiden Flüsse zu überqueren

Lavis' Entwurf für diesen Abschnitt über die New Jersey Meadowlands, der auf Betonpfeilern verlaufen sollte, sah zwei Zugbrücken in einer Höhe von 35 Fuß (10,5 m) über der Wasseroberfläche vor, was ausreichend hoch für den größten Teil der darunter hindurchfahrenden Schiffe war. 1928 gab er sein Amt auf, weil er glaubte, dass seine Arbeit abgeschlossen war, doch im Januar 1929 erhob das Kriegsministerium Einspruch gegen den Fortbestand der Zugbrücken am Lincoln Highway nach der Fertigstellung der neuen Highwayverbindung. Weil die Planung der Route 1 Extension nicht die Aufnahme des örtlichen Verkehrs vorgesehen hatte und die Ersetzung der Zugbrücken durch Tunnels teuer gewesen wäre, wurde Ende 1929 ein Kompromiss erarbeitet, bei dem die Brücken auf eine Höhe von 135 Fuß (40,5 m) angehoben wurden. Dadurch erhöhte sich die Steigung der Zufahrten deutlich. Die Betonumhüllung der Stahlteile wurde von den Plänen entfernt, weil die höheren Brücken schwerer waren; dies führte zu umfangreicherer Unterhaltung in der Zukunft.
Vier Bauunternehmen – American Bridge Company, McClintic-Marshall Company, Phoenix Bridge Company und Taylor-Fichter Steel Construction Company – erhielten Aufträge für den Bau des sogenannten Diagonal Highway, und die Bauarbeiten begannen im April 1930. Die beiden Flussbrücken im Abschnitt von McClintic-Marshall wurden zuerst fertiggestellt. Der für 21 Millionen US-Dollar gebaute Abschnitt wurde am 24. November 1932, dem Thanksgiving Day, um 8:00 Uhr für den Verkehr freigegeben, nachdem bereits einen Tag zuvor eine Zeremonie auf der Zufahrt in Kearny abgehalten worden war. Wegen der Weltwirtschaftskrise und Problemen bei der Finanzierung wies der Gouverneur Mew Jerseys, A. Harry Moore, die Highway Commission am 25. Oktober 1932 an, einen förmlichen Antrag an das U.S. Bureau of Public Roads zu stellen, um die Berechnung einer Maut auf dem Diagonal Highway einzuführen. Man ging zwar davon aus, dass eine Maut ungesetzlich sei, weil Bundesfinanzmittel verwendet wurden, dass man aber die eingeplanten 600.000 Dollar aus Bundesmitteln für ein anderes Projekt nutzen könnte. Am 1. Mai 1933 wurde ein Gesetzentwurf des Bundesstaates auf den Weg gebracht, um auf dem inzwischen als Sky way bekannten Highway eine Maut einzuführen, die für Autos 10 Cent und für Lastwagen 20 Cents betragen sollte. Auch der gesetzliche Hinderungsgrund hinsichtlich der Bundesmittel wurde umgangen, indem man die Genehmigung erhielt, diese Mittel für ein anderes Projekt zu verwenden, doch eingeführt wurden die Mautgebühren nie.
Außer der Zugehörigkeit zu US 1/9 war vor der Neunummerierung von 1953 die Hochstraße auch Teil der Route 25; diese Bezeichnung taucht deswegen in zeitgenössischen Dokumenten auf. Die ursprüngliche Nummerierung als Teil der Route 1 Extension bezog sich auf die vor 1927 gültige Trassierung der Route 1, die bei der Neunummerierung der State Routes in New Jersey 1927 weitgehend in der Route 25 aufging. US 1/9 wurde nach der Fertigstellung vom alten Lincoln Highway auf den Skyway verlegt, und der vorherige Verlauf wurde zur US 1/9 Truck.

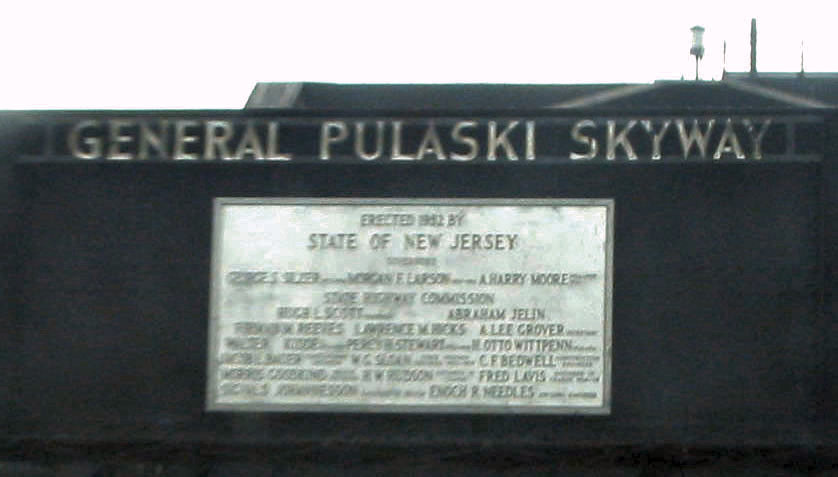
Eine Gedenktafel zu Ehren Pulaskis

Während der Planung und des Baus sowie noch ein halbes Jahr nach der Eröffnung hatte die Hochstraße keinen offiziellen Namen; sie erhielt Bezeichnungen wie Diagonal Highway, Newark-Jersey City Viaduct oder High-Level Viaduct. Am 3. Mai 1933 beschloss die New Jersey Legislature ein von Eugene W. Hejke eingebrachtes Gesetz, mit dem die Hochstraße nach Kazimierz Pułaski benannt wurde. Die Straße wurde schließlich mit dem neuen Namen am 11. Oktober 1933 in einer Zeremonie gewidmet, bei der auch neue Straßenverkehrsschilder enthüllt wurden.
1933 ergab eine Untersuchung, dass die Straße eine Zeitersparnis einbringe. Abgesehen davon, dass die Umfahrung um etwa 800 m kürzer war als auf der alten Strecke durch die Stadt, erwies sich die neue Strecke auch um sechs Fahrminuten schneller. Lastkraftwagen sparten zwischen fünf und elf Fahrminuten ein. Es wurde außerdem festgestellt, dass die neue Straße auch Verkehr von anderen Straßen aufnahm.

## Arbeitskampf
Der Bau des Pulaski Skyway führte zu einem Disput zwischen Jersey Citys Bürgermeister Frank Hague, der eine in ganz New Jersey einflussreiche Political Machine anführte, und Theodore M. Brandle, einem Gewerkschaftsführer, der mit Hague befreundet war. Brandle und Hague waren durch Hagues Bemühungen, die Unterstützung der Gewerkschaften zu erlangen, Freunde geworden. Brandle half bei der Organisierung der Branleygran Company, eines Kautionsbürgen für Bauunternehmungen, dem Hague Bauprojekte zuschusterte. Im Zuge der Neubebauung des Journal Square Mitte der 1920er Jahre kaufte Brandles die im Juni 1926 gegründete Labor National Bank, ein 15-stöckiges Gebäude, als neues Hauptquartier (dieses Labor Bank Building wurde 1984 in das National Register of Historic Places aufgenommen). Letztlich kontrollierte Brandle jegliche Bautätigkeit im Norden von New Jersey und die von ihm aufgerufenen Streiks wurden von der von Hague gesteuerten Polizei gedeckt.
Die Beziehungen zwischen Hague und Brandle begannen sich Ende 1931 zu verschlechtern, während der Errichtung des Jersey City Medical Center, eines für Hague wichtigen Bauprojekts. Leo Brennan, ein Bauunternehmer, der von Hague ohne Rücksprache mit Brandle mit dem Bau einer Notstromversorgungsstation für das Krankenhaus beauftragt wurde, weigerte sich, mit Brandles Karteikartensystem zu arbeiten, mit dem dieser Gewerkschaftsmitglieder überwachte und solche Arbeiter auf die Schwarze Liste setzte, die er nicht mochte. Der verärgerte Brandle rief zu einem Streik auf, doch Brennans Arbeiter weigerten sich daran teilzunehmen; die nach Auseinandersetzungen herbeigerufene Polizei schloss die Baustelle, doch Brennan erlangte vor Gericht die Erlaubnis, weiterarbeiten zu lassen. Um Brandle, der gedroht hatte, alle Bauarbeiten an dem Krankenhaus einstellen zu lassen, zu befriedigen, bezahlte Hague Brennan aus und beauftragte einen anderen, von Brandle genehmigten Bauunternehmer.
Für den Bau des Pulaski Skyway, der im April 1930 begann, wählte Hague vier Mitglieder der National Erectors’ Association, einer Organisation von nicht gewerkschaftlich organisierten Stahlbauunternehmen. Die Zahlungen für die Bauausführung erfolgten mit Bargeld, wobei Branleygran umgangen wurde, und die beauftragten Unternehmen heuerten die Foster Industrial and Detective Agency an, um die Baustelle gegen Brandles Drohungen – „organisiert diesen Job gewerkschaftlich oder sonst“ – zu schützen. Brandle organisierte Streikpostenlinien durch loyale gewerkschaftlich organisierte Arbeiter, und die beiden Seiten kämpften regelmäßig auf den Straßen oder an der Baustelle. Doch Brandles einziger Triumph war ein fünftägiger Ausstand im Juli 1931, an dem sich 165 nicht gewerkschaftlich organisierte Arbeiter beteiligten, deren Interesse zwar eine Lohnerhöhung war und die von den andauernden Straßenkämpfen eingeschüchtert, aber dennoch entschieden gegen einen Gewerkschaftsbeitritt waren. Während der Anhörungen des LaFollette Civil Liberties Committee wurde festgestellt, dass die American Bridge Company, eines der vier beteiligten Bauunternehmen, bei dem Versuch 50.000 US-Dollar einzusparen, fast 300.000 US-Dollar ausgegeben hatte, um die Baustellen frei von gewerkschaftlicher Organisierung zu halten.
Das erste Opfer des Arbeitskampfes war ein Streikposten, der von einem Baustellenwächter am 14. November 1931 angeschossen wurde, weil er Steine auf Arbeiter geworfen hatte. Mehrere Monate später, am 27. Februar 1932, wurde ein Fahrzeug, das sechs Arbeiter zur Baustelle brachte, von Männern der Gewerkschaft umstellt, die dann anfingen, mit Eisenstangen auf die Arbeiter einzuschlagen. Einer der Arbeiter, William T. Harrison, starb am nächsten Morgen; Hague brach alle Kontakte mit Brandle ab und befahl der Polizei, einen „nicht nachlassenden Krieg gegen die Unruhestifterbanden Brandles zu führen“. Im April 1932 wurden 21 Stahlarbeiter als der Ermordung Harrisons Verdächtigte angeklagt. Das Gerichtsverfahren fand am 6. Dezember 1932 statt, zwei Wochen nach der Fertigstellung des Projektes. Es wurde keiner der Angeklagten schuldig gesprochen, denn County-Staatsanwalt John Drewen konnte keine Beweise vorlegen, dass irgendeiner der Angeklagten sich am Tatort aufgehalten hat, und Zeugen und Angeklagte sagten aus, dass sie unter Folter oder der Drohung der Verfolgung gezwungen worden waren, eidesstattliche Versicherungen und Geständnisse zu unterschreiben. Außer Harrison starben während der Bauarbeiten 14 Arbeiter durch Arbeitsunfälle.
Hague weigerte sich, Brandle und den Gewerkschaften nachzugeben, und schloss die Gewerkschaften durch die Gerichte aus, die er kontrollierte. In der Öffentlichkeit attackierte Hague die „Gewerkschaftsgauner“ und die örtlichen Zeitungen stimmten mit ein. In den Jahren 1937 und 1938 verwandelte Hague Jersey City in eine Art Polizeistaat, um den Congress of Industrial Organizations (CIO) zu bekämpfen, der seinerseits versuchte, die Arbeiter über ihre Rechte nach dem 1935 verabschiedeten National Labor Relations Act aufzuklären. Hague und seine Helfer hinderten den Sozialisten Norman Thomas daran, in Jersey City und Newark zu sprechen. Dieser und ähnliche Fälle führten schließlich dazu, dass landesweit die Öffentlichkeit auf Hague aufmerksam wurde. Anfang 1938 wurde er seinerseits von den Zeitschriften The New Yorker und Life angegriffen. Doch erst 1947 machte Gouverneur Alfred E. Driscoll Hagues Macht über die Stadt ein Ende, und der Bürgermeister trat zurück.

## Schwerlastverkehr und andere Sicherheitsprobleme

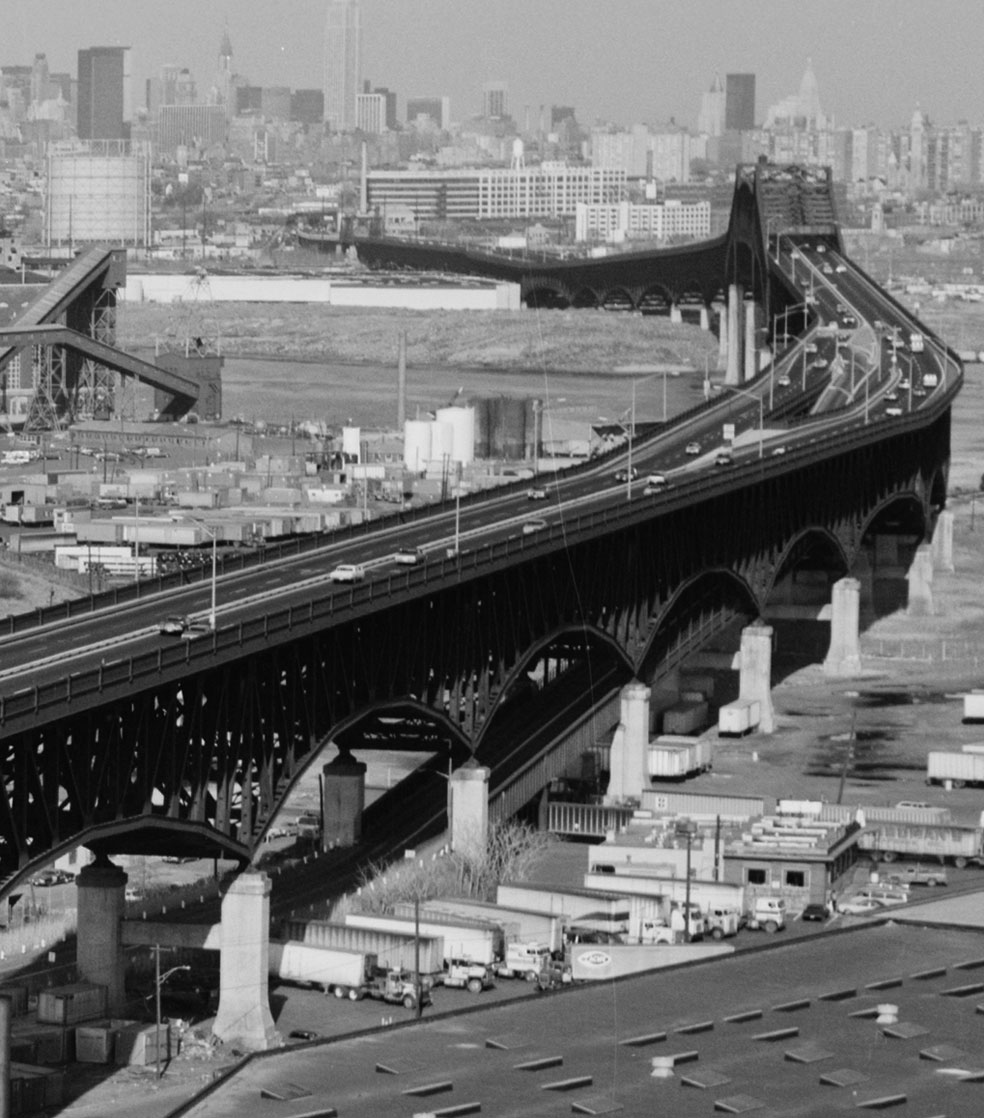
Die Auffahrt in Kearny, NJ wurde gebaut, um die industrielle Entwicklung zu fördern, erwies sich jedoch für schwere Lastkraftwagen als zu gefährlich

Der schlüpfrige Betonbelag der Straße, die steilen von links zuführenden Auffahrtsrampen, die zentral angeordnete Pannenspur und die weithin offene, für hohe Geschwindigkeiten bestimmte Streckenführung trugen gemeinsam zu einer hohen Zahl von Verkehrsunfällen bei. Frank Hague, der Bürgermeister von Jersey City, erließ im November 1933 eine Verordnung, die das Befahren des Skyway innerhalb von Jersey City untersagte; letztlich wurde damit der Schwerlastverkehr vollständig von der Strecke verbannt. Die Durchsetzung der Verordnung begann am 15. Januar 1934, als die Polizei der Stadt die ersten Lastwagenfahrer verhaftete, die die Brücke benutzten. Die New Jersey State Highway Commission genehmigte diese Maßnahme am 23. Januar. Aufgrund der folgenden Kontroverse wurden am 6. Februar 300.000 Fragebögen unter den Autofahrern auf dem Skyway verteilt, um festzustellen, ob diese dem Verbot des Schwerlastverkehrs zustimmten. Bürgermeister Hague versprach, sich nach der Mehrheit zu richten. Diese entschied sich für das Verbot. Die Angelegenheit wurde auch vor Gericht gebracht. Einer der verurteilten Lastwagenfahrer wandte ein, dass das Verbot eine unbotmäßige Einschränkung der Commerce Clause sei und die Stadt Jersey City gar kein Recht habe, auf diesem Streckenabschnitt Lastkraftwagen zu verbieten, denn zu dessen Finanzierung seien Bundesmittel verwendet worden. Richter Thomas W. Trenchard entschied am 14. August am New Jersey Supreme Court über die Rechtmäßigkeit des Verbotes und begründete sein Urteil damit, dass „das Gericht nicht die Freiheit habe, sein Urteilsvermögen über das der Kommunalverwaltung zu setzen, die den besten und machbarsten Weg gewählt habe, um die Verkehrsübel und Verkehrsstaus zu beseitigen, zumal diese Regelungen eine direkte Beziehung zur öffentlichen Sicherheit haben und vernünftig und nicht willkürlich sind“. Im September 1938 wurde das Tonnele Circle Viaduct eröffnet. Diese neue Zufahrtsrampe ermöglichte dem Lastwagenverkehr aus dem Holland Tunnel die Umgehung des Tonnele Circle.
Am 21. Mai 1952 beobachtete die Polizei von Jersey City, dass eine große Zahl von Lastwagen auf der Hochstraße in die Stadt fuhr. Als sie die Fahrer anhielt, sagten diese, dass die Ausfahrt zur Truck Route in Newark wegen Bauarbeiten geschlossen sei. Ein Anruf bei der Polizei Newarks bestätigte diese Lage. Die Polizei des Hudson County weigerte sich, die Lastwagen bereits vor Jersey City zum Verlassen der Hochstraße zu zwingen, weil es kein Gesetz im Bundesstaat gab, das das Befahren der Hochstraße an sich untersagte. Der Polizeichef von Jersey City, James McNamara, gab nach und für eine gewisse Zeit wurde der Lastwagenverkehr in eine Richtung zugelassen.

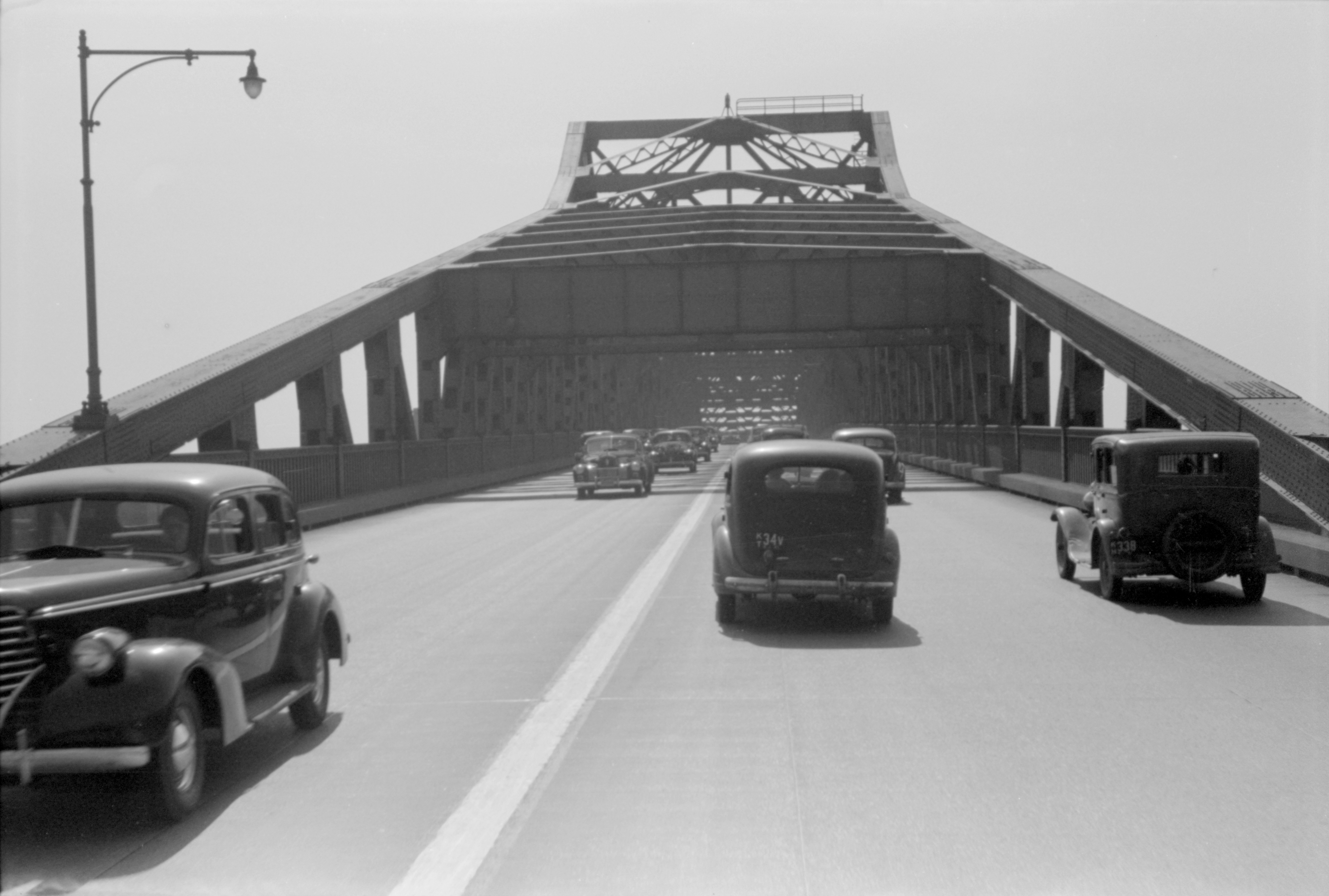
Aufnahme von 1941, bevor die Mittelleitplanke installiert wurde

Als die Strecke eröffnet wurde, hatte sie fünf Fahrstreifen, wobei der mittlere als Pannenstreifen gedacht war. Tatsächlich wurde er jedoch als zusätzliche Spur genutzt, um den langsameren Verkehr zu überholen. Ende der 1950er Jahre ereigneten sich auf dem Skyway mehr als 400 Unfälle pro Jahr. Mitte 1956 wurde eine Mittelleitplanke aus Aluminium aufgebaut, außerdem wurde ein neuer Straßenbelag aufgetragen, damit die Straße weniger rutschig wurde.

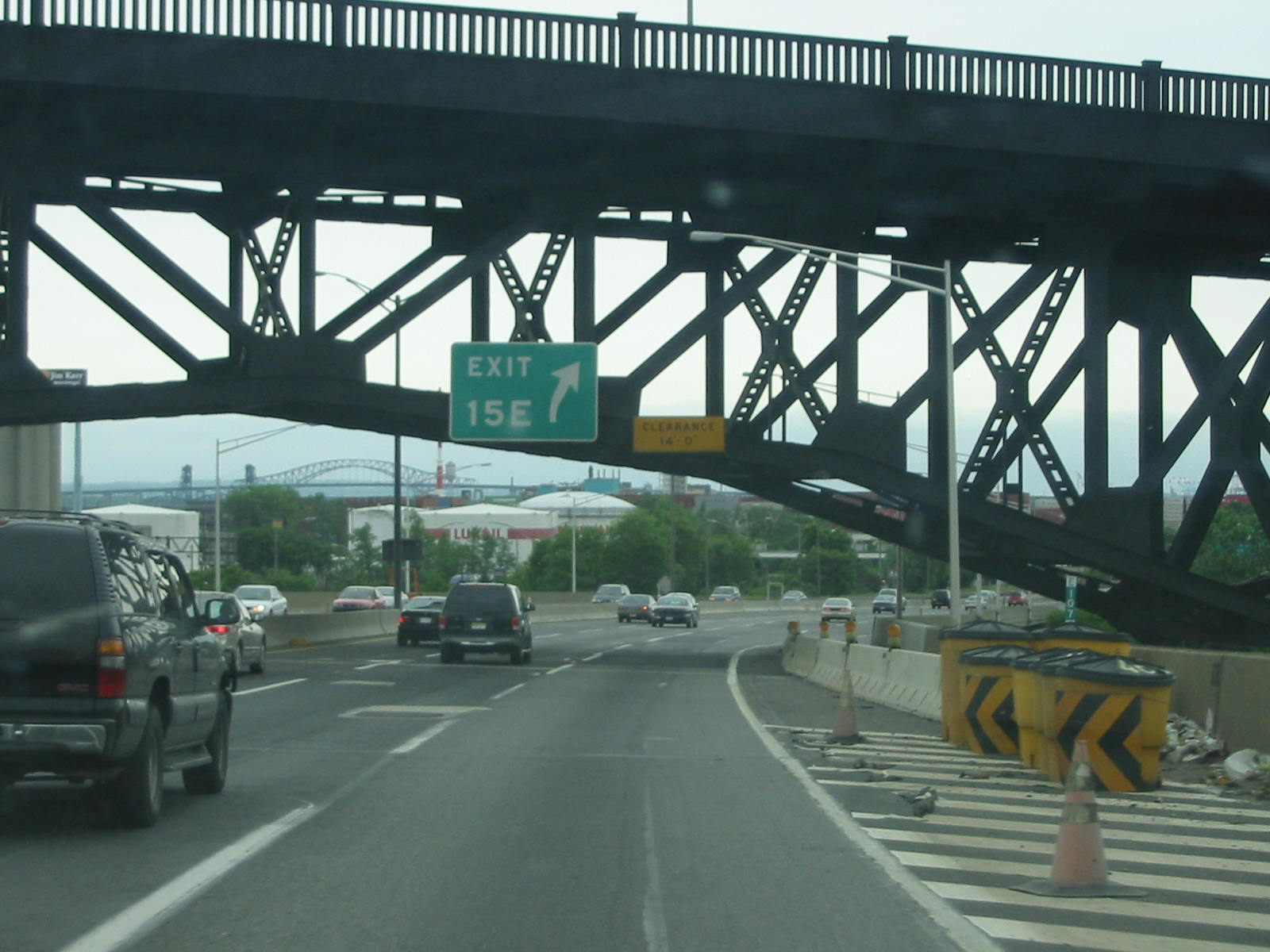
Der New Jersey Turnpike unterquert den Skyway; das Foto ist von 2004 und zeigt den Zustand vor der Absenkung der Fahrbahn

Der Skyway war in der Nähe seines westlichen Endes 1951 ein Hindernis beim Bau des New Jersey Turnpike. Der Turnpike musste niedrig genug gebaut werden, um unter dem Turnpike hindurchfahrenden Fahrzeugen ein ausreichendes Lichtraumprofil zu verschaffen, aber gleichzeitig hoch genug über dem Passaic River bleiben. Als Alternative hätten die Ingenieure den Turnpike zu erheblich höheren Kosten über den Skyway hinwegbauen können; man entschied sich schließlich für die erste Variante. Im Rahmen von Baumaßnahmen zur Erhöhung der seismischen Unempfindlichkeit ließ die Turnpike Authority die Fahrbahn 2005 absenken, um die lichte Höhe unter dem Skyway zu vergrößern und um den beiden Richtungsfahrbahnen Seitenstreifen in voller Breite zu verschaffen; diese waren zuvor durch die Lage der Pfeiler des Skyways eingeengt. Die Newark Bay Extension of the New Jersey Turnpike (I-78) wurde im September 1956 eröffnet, womit es den in Richtung Holland Tunnel fahrenden Lastwagen ermöglicht wurde, die alte Straße durch die Städte zu umgehen.
Nach dem Einsturz der Interstate 35W Mississippi River Bridge in Minneapolis, Minnesota im August 2007 verlangten die örtlichen Behörden eine Renovierung der Hochstraße und der nicht redundanten Fachwerkträger. Die Kosten der Renovierung sind auf zehn Millionen US-Dollar veranschlagt, die Dauer der Arbeiten wird mit einem Jahr angenommen. Durch sie sollen Materialermüdung und andere Strukturprobleme verhindert werden, von denen angenommen wird, dass sie das Unglück von Minneapolis verursachten. Das New Jersey Department of Transportation führt die Hochstraße auf einer Liste von acht Brücken, deren Renovierung „höchste Priorität“ haben.

## In der Populärkultur
Der General Pulaski Skyway erscheint in folgenden Filmen und Fernsehserien:
- Im Schatten des Zweifels (1943) von Alfred Hitchcock.
- Hair (1979) von Miloš Forman.
- Krieg der Welten (2005) von Steven Spielberg.
- Die Sopranos (1999–2007).